# امرأة (رواية فرنسية)
امرأة (بالفرنسية: Une femme) هي الرواية الخامسة للكاتبة الفرنسية آني إرنو، نُشر سنة 1988 عن دار النشر العريقة غاليمار (غاليمار). ترجمت إلى الإيطالية
- (بالإيطالية) Lorenzo Flabbi, Una Donna, L'orma editore, 2018
- (بالألمانية)

Sonja Finck, Eine Frau, Berlin, Suhrkamp, 2019
- وصدرت في ترجمتين، باللغة العربية: الأولى في العام 1997 عن دار "شرقيات" بترجمة هدى حسين، والثانية في العام 2019 عن "منشورات الجمل"، بترجمة الكاتبة سحر ستالة.

في هذا النص، تواصل إرنو مشروعها الأدبي الذي يمتزج فيه السرد الذاتي والكتابة الوثائقية، حيث تسرد سيرة والدتها بعد وفاتها، في محاولة لفهم مسارها الشخصي والاجتماعي، من خلال منظور يتقاطع فيه الحزن، والذاكرة، والتحليل السوسيولوجي. ويُعد هذا الكتاب من أبرز أعمالها التي تستكشف فيها علاقة المرأة بالطبقة، والعائلة، والهوية..

## ملخص
بعد رواية المكان بالفرنسية La Place، الذي حاز جائزة رينودو (prix Renaudot) سنة 1984 وكرّسته آني إرنو لسرد سيرة والدها، يأتي كتاب Une femme ليستكمل هذا المشروع السردي–الاجتماعي، مخصصًا هذه المرة لـحياة وموت والدتها، التي ماتت بعد إصابتها بمرض "الزهايمر"
في هذا العمل، تستحضر الكاتبة مسار والدتها من الطفولة حتى الوفاة، متنقلة بين محطات دالة: من مصنع العمل الذي التحقت به الأم منذ المراهقة، إلى دار المسنين، ثم المستشفى حيث لفظت أنفاسها الأخيرة. لا يقتصر السرد على الوقائع فحسب، بل ينفذ إلى الذاكرة الحميمية والمشاعر المتناقضة التي رافقت هذه العلاقة الأمومية المعقّدة.
واحدة من اللحظات الرمزية القوية التي توثقها إرنو هي عثورها على كيس بلاستيكي في غرفة والدتها بالمستشفى، يحتوي على ما تبقى من متعلقاتها الشخصية: بعض الملابس والأغراض البسيطة، وهو ما يلخّص، ببساطة موجعة، زوال الحياة وتفاهة الأشياء أمام الموت.

وتختم الكاتبة هذا العمل بجملة مؤثرة، تُجسّد عمق الفقد والانفصال الطبقي–الوجودي:
«لقد فقدتُ آخر صلة تربطني بالعالم الذي أنحدر منه»
(J’ai perdu le dernier lien avec le monde dont je suis issue).
هذه العبارة تشكل قفلًا سرديًّا مكثفًا يُلخّص جوهر الكتاب: الكتابة كوسيلة لفهم الذات عبر فقد الآخر، والتأريخ لطبقة اجتماعية مهددة بالنسيان.

## استقبال
الرواية السابقة لآني إرنو، La Place، كانت قد حظيت بتقدير واسع من قبل النقد الأدبي الفرنسي، حيث أُشيد بها من مختلف المنابر الصحفية، من لوموند إلى لوفيغارو. وقد تُوِّج هذا العمل بإحدى أرقى الجوائز الأدبية الفرنسية، وهي جائزة رينودو (Prix Renaudot)، مما عزّز مكانة إرنو كصوت سردي فريد يجمع بين الأدب والتوثيق الاجتماعي.
بعد مضي خمس سنوات، تعود الكاتبة في عملها Une femme إلى موضوع قريب جدًا من سابقه، إذ تستمر في استكشاف سيرة والديها، ولكن هذه المرة عبر سرد حياة الأم وموتها. ورغم تشابه الموضوعين، إلا أن النقاد لاحظوا تطورًا لافتًا في أسلوب الكاتبة.

ففي مراجعة أدبية نُشرت سنة صدور العمل، اعتبرت الناقدة جوزيان سافينيو (Josyane Savigneau) أن آني إرنو قد بلغت مستوى أعلى من النضج الأدبي، حيث كتبت تقول:
«آني إرنو قد ازدادت رصانةً وتحكمًا»

 (Annie Ernaux a encore gagné en sobriété et en maîtrise).
هذا التقييم يُبرز تطوّر أسلوب إرنو باتجاه الاقتصاد اللغوي والتحكم البنيوي في السرد، وهي سمات أصبحت لاحقًا من أبرز ملامح مشروعها الأدبي.
بالنسبة للناقد فيليب فيلان (Philippe Vilain)، الذي كتب تحليله بعد مرور عشر سنوات على صدور Une femme، فإن نصوص آني إرنو تُحدث خلخلةً عميقة في التصنيفات الأدبية التقليدية. فهي لا تندرج في قالب أدبي محدد، ولا تخضع لأي تصنيف جاهز، مما يُضفي على أعمالها طابعًا فريدًا واستثنائيًا داخل المشهد الأدبي المعاصر.

ويُبرز فيلان، في هذا السياق، بعضًا من تصريحات إرنو نفسها، والتي تُوضّح الطبيعة الهجينة والمتجاوزة لأعمالها. تقول الكاتبة عن نصوصها:
"إنها ليست سيرًا ذاتية، ولا روايات، بل ربما شيئًا يقع بين الأدب، وعلم الاجتماع، والتاريخ."

 («Peut-être quelque chose entre la littérature, la sociologie et l’histoire.»)
كما تضيف في تأملها لأسلوب الكتابة الذي اتبعته في Une femme:
"أحاول أن أصف وأفسّر وكأن الأمر يتعلّق بأم أخرى، وبابنة ليست أنا."

 («J’essaie de décrire et d’expliquer comme s’il s’agissait d’une autre mère et d’une fille qui ne serait pas moi.»)
هذه المقاربة توضح سعي إرنو إلى التحرر من التمركز الذاتي، واعتماد مسافة نقدية تتيح لها معالجة التجربة الشخصية بوصفها ظاهرة اجتماعية، لا مجرد اعتراف فردي. ومن هنا تكتسب كتاباتها بُعدًا مزدوجًا: شخصيًا وجمعيًا، ذاتيًا وتوثيقيًا، أدبيًا وسوسيولوجيًا.

## التجربة النسوية في القرن العشرين
من خلال قصة والدتها تحاول إرنو تتبع مرور الزمن في جسد ووعي امرأة، وفي ذاكرة جيل بأكمله. فهي تبني "مسارًا" يُظهر الحياة بوصفها تجربة مشتركة، تُقاس لا بالساعات فقط، بل بالسنوات، محاولةً أن تجعل من السيرة الذاتية سردًا غير شخصي وجماعي يعكس صدى التجربة النسوية في القرن العشرين ويمنحها بعدًا إنسانيًا عامًا.
إن مشروعها هو إعادة كتابة التجربة النسائية بشكل يجعلها مرئية ومفهومة ضمن السياق التاريخي، لا كاستثناء بل كنموذج. واختيارها لوحدة "السنوات" بدل الأيام أو الساعات، يعكس هذا السعي إلى الربط بين الزمن الشخصي والتاريخي، الفردي والجماعي، الأنثوي والإنساني. هكذا تصنع آني إرنو من حياة امرأة سردًا عامًا، يتجاوز الخصوصية نحو سيرة غير شخصية وكونية.
ومن المهم أن نفهم هنا طبيعة أعمال إرنو فعلى الرغم من أنها مكتوبة في شكل مذكرات ، إلا أنه تظهر بشكل كبير كمراقب خارجى أو كقناة لمشاعر مشتركة بين الكثير من الإناث حول العالم.

## الأسلوب
تتبع آثار الزمن في الجسد، والذاكرة، والصور، والمكانة الاجتماعية. وتكتب لا باسم "أنا" بل بـ"نحن" و"الناس"، تمزج إرنو إذاً بين السيرة الذاتية والسيرة الجماعية، عبر تقديم صورة للعالم وما يتغير فيه، واضعةً ذاتها موضع اختبار في هذه التغيرات، وهي تعتبر أنّ الزمن هو الشخصية الرئيسية في أعمالها، وليس الذات. وتعتمد في ذلك على جملٍ قصيرةٍ تخلو من التكلّف، قدّمت من خلالها "الحياة كما هي"، لا كما ينبغي أن تكون، وهو الأسلوب الجريء ذاته الذي اعتمدته في "المكان"